# Erik Ejegod

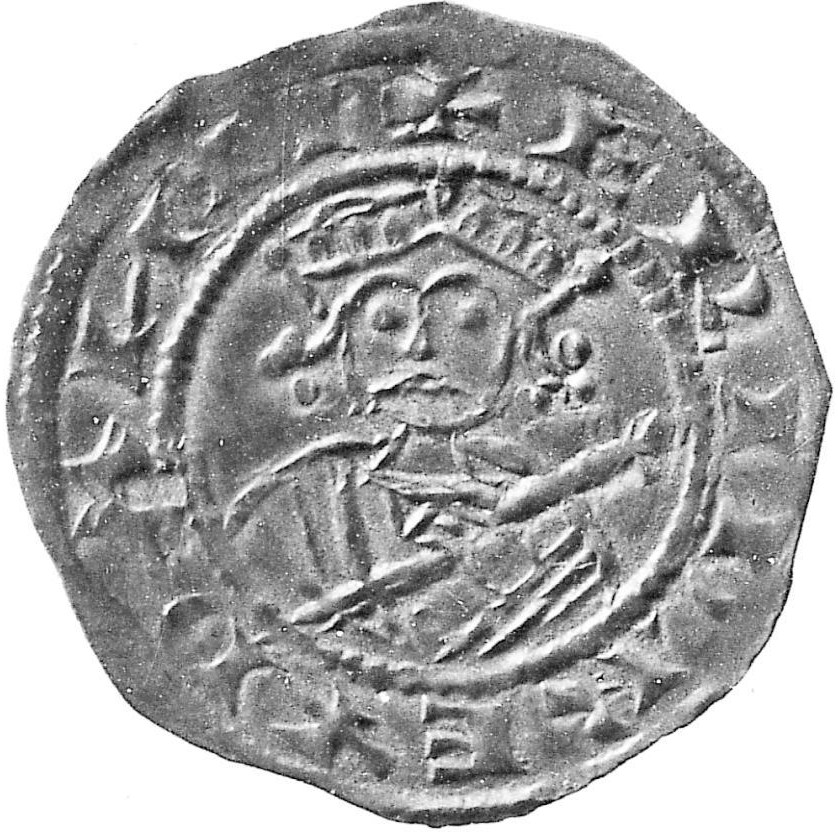
Mynt slaget för kung Erik.

Erik l Ejegod, född ca 1056, död 10 juli 1103 på Cypern, var kung av Danmark 1095–1103. Han var Sven Estridssons fjärde son på tronen. Gift med drottning Bodil Thrugotsdatter. 
Erik blev av sin äldre bror Knut den helige utnämnd till jarl på Själland och hjälpte honom troget i hans verksamhet. Sedan Knut dräpts 1086 begav han sig till Sverige, men kallades hem 1095. Han blev kung samma år och vann allas kärlek genom sin vänlighet och vältalighet samt genom att värna lag och rätt gentemot höga och låga. Det sägs också att han såg väldigt bra ut och var en framstående idrottsman. I stället för de svåra år, som hemsökt landet under Olof Hunger, kom en god tid. Kriget mot Danmarks dåvarande fiender, de hedniska venderna, gick bra. 
Han lyckades delvis genomföra tionden åt kyrkan och arbetade hårt på att göra Danmark till en egen kyrkoprovins, oberoende av Hamburg-Bremen. 
1098 gjorde Erik en resa till Italien. Påven godkände att kung Knut helgonförklarades och att ett särskilt ärkestift från 1104 upprättades för Norden, med Lund som ärkebiskopssäte. Samma år kommer en påvlig legat vid namn Alberich till Danmark och gör biskop Ascer i Lund till ärkebiskop för hela Norden, vars beroende av Hamburg - Bremen därmed upphörde. Asser är brorson till drottning Bodil. Han sägs vara "en godmodig och lugn man, icke okunnig i vetenskap och religion, men i sitt yttre väsen lika ohyfsad som venderna".  
År 1103 gjorde Erik en pilgrimsfärd till det heliga landet för att göra bot för mord, som han begått på några av sina hovmän. Genom Ryssland reste kungen till Konstantinopel, där han mottogs med stora hedersbetygelser av kejsar Alexios I Komnenos. Han fortsätter därefter sjövägen sin resa mot Jerusalem. I Pafos, på Cypern insjuknade Erik hastigt och dog. Drottning Bodil nådde dock fram till Jerusalem, men dog strax därefter på Oljeberget.
Erik Ejegods son Harald Kesja styr Danmark i faderns frånvaro och vid dennes död anklagas han snart för våldsdåd och sjöröveri och skjuts åt sidan till förmån för Svend Estridssons söner, av vilka tre fortfarande var i livet. Den valde hette Niels och var gift med Margareta Fredkulla i hennes andra äktenskap.
Barn:
1. Knut Lavard
2. Harald Kesja
3. Erik Emune
4. Ragnhild
5. Bodil